# Ho Chi Minh-museum

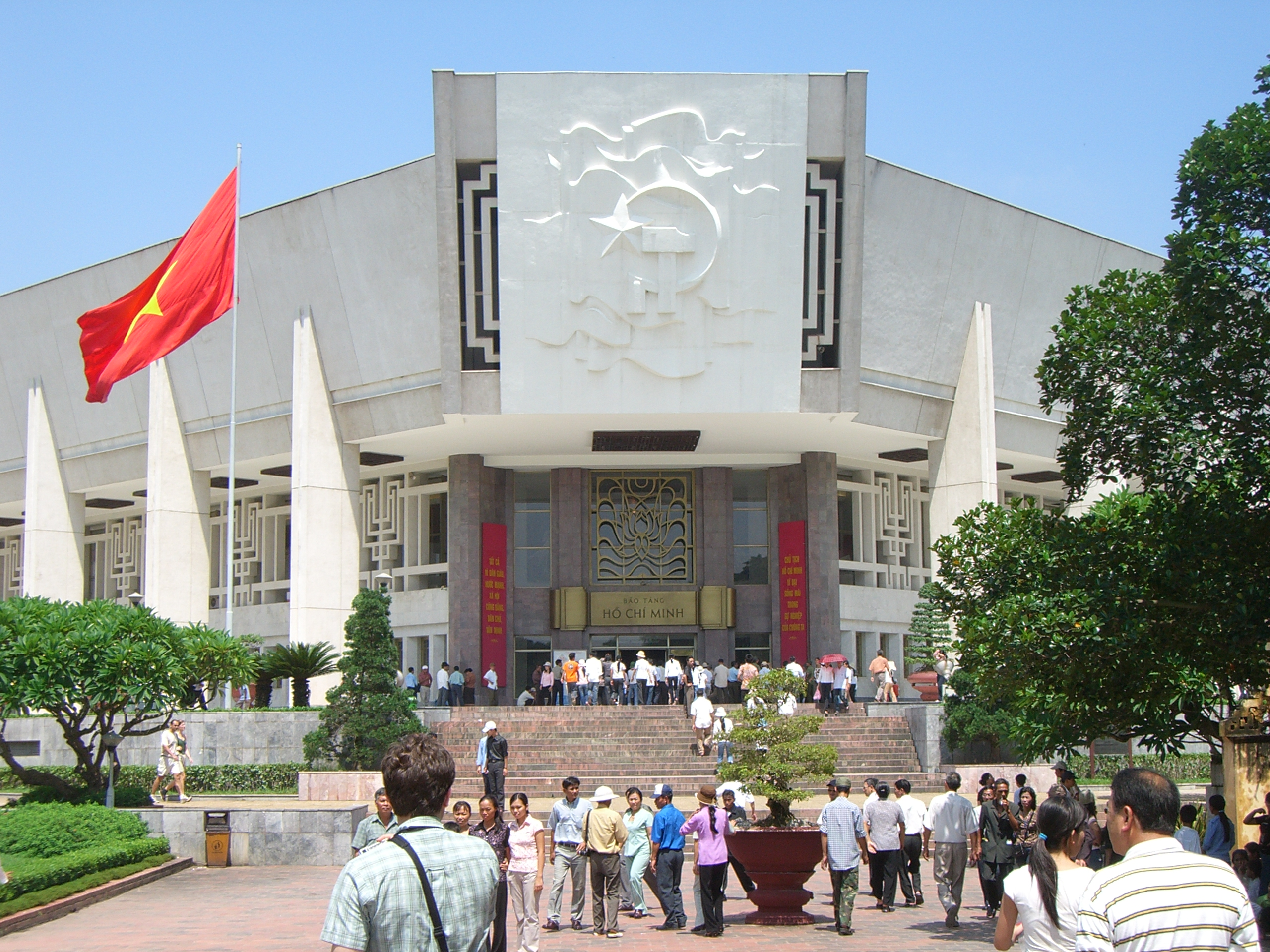
Ho Chi Minh-museum in Hanoi

Het Ho Chi Minh-museum ligt in Hanoi, Vietnam. Het is een museum gewijd aan de oud-Vietnamese leider Ho Chi Minh en de revolutionaire strijd van Vietnam tegen buitenlandse mogendheden. Het museum werd gebouwd in de jaren 90.
Ook diverse andere musea, waaronder het Kim Liên-museum, worden wel aangeduid als 'Ho Chi Minh-museum'.